# Мейра (комарка)
Мейра (исп. Comarca de Meira,  галис. Meira)  — район (комарка) в Испании, входит в провинцию Луго в составе автономного сообщества Галисия.

## Муниципалитеты
1. Мейра
2. Поль (Луго)
3. Риоторто
4. Рибера-де-Пикин

1. ↑  https://www.ine.es/dynt3/inebase/index.htm?padre=525